# Мемориал жертвам коммунизма и сопротивления
Мемориал жертвам коммунизма и сопротивления (рум. Memorialul Victimelor Comunismului și al Rezistenței) в Румынии состоит из Музея Сигета (часто путают с Мемориалом) и Международного центра по изучению коммунизма. 

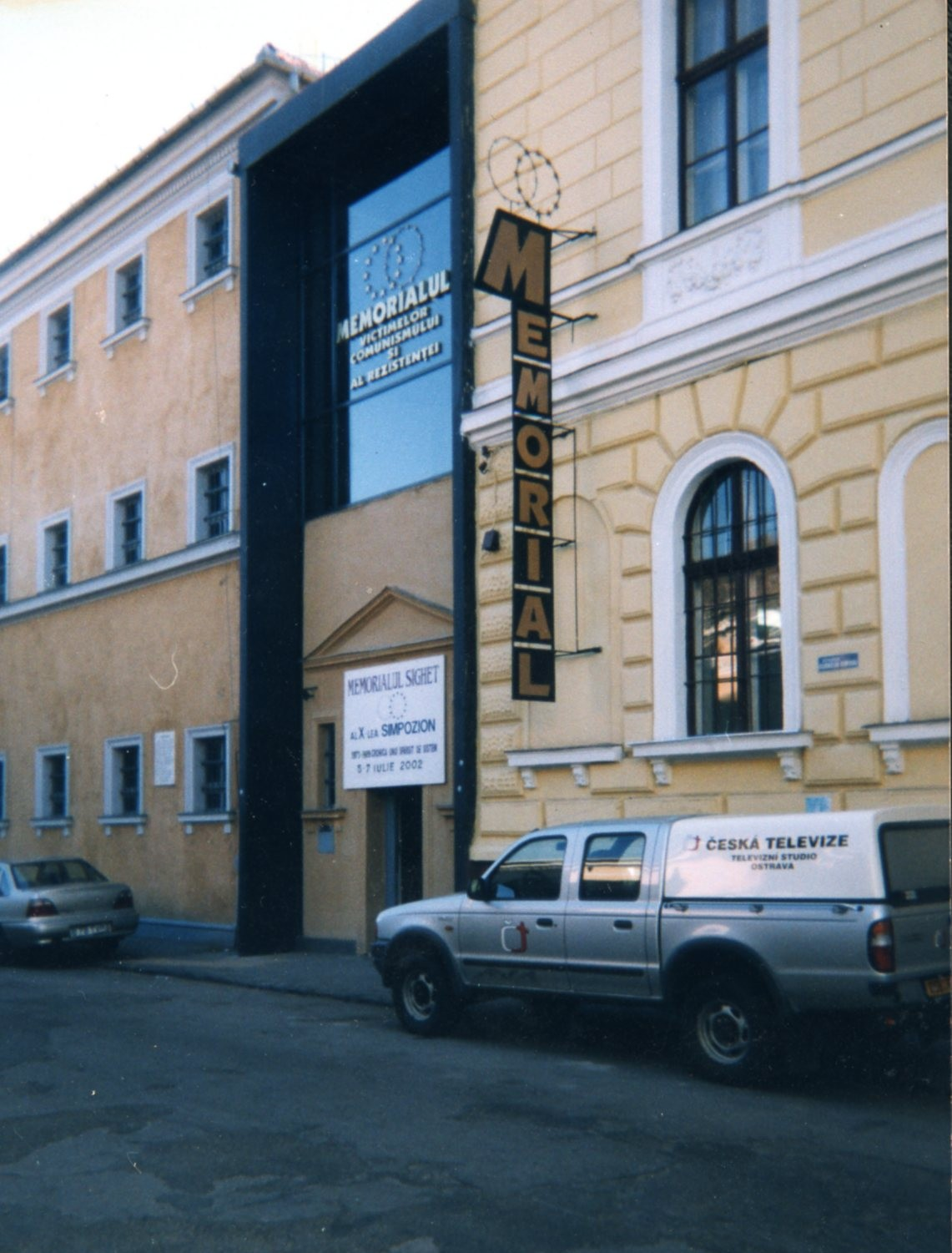
Вход в мемориальный музей Сигета

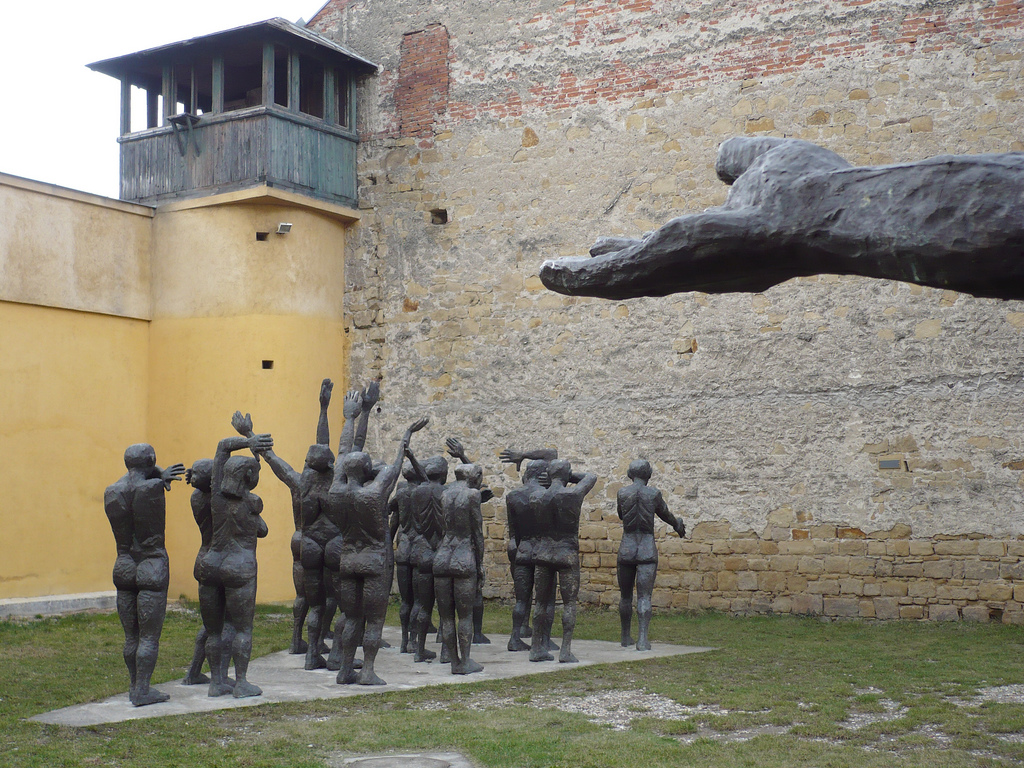
Шествие принесенных в жертву людей, автор Аурел И. Влад

## Международный центр исследований коммунизма
Центр был основан в 1993 году Аной Бландиана и Ромулусом Русаном. Созданный и управляемый Фондом Гражданской Академии, это институт исследований, музееведения и образования.

## Мемориальный музей Сигета
Музей был создан Центром исследований коммунизма на руинах бывшей тюрьмы Сигет в 1993 году.
Реставрация здания тюрьмы была завершена в 2000 году. Каждая тюремная камера превратилась в музейную комнату, которая вместе представляла хронологию тоталитарной системы в коммунистической Румынии.